# Barcelona Multimedia
Barcelona Multimedia va ser una editorial i empresa de producció i comercialització de continguts multimèdia, especialitzada en videojocs infantils i juvenils, que va operar entre 1994 i 2018.
La companyia va ser fundada per Toni Matas i Dalmau, Manuel Palencia-Lefler Ors, Domenech Huguet Gimeno i Andrés Usón Vegas l'any 1994, amb el lema «l'alternativa intel·ligent». L'any 1996, després de dos anys treballant per a editorials, la companyia va reorientar el model de negoci a la creació i comercialització de productes multimèdia per al consumidor. Durant aquesta etapa Barcelona Multimedia va llançar les col·leccions Otijocs i Clàssics, amb il·lustracions de Picanyol, que van tenir una bona rebuda comercial. Aquell mateix any el videojoc Les aventures d'Ulisses, que presentava l'Odissea d'Homer als nens de forma interactiva, va ser guardonat amb el Premi Möbius al millor CD-ROM educatiu.

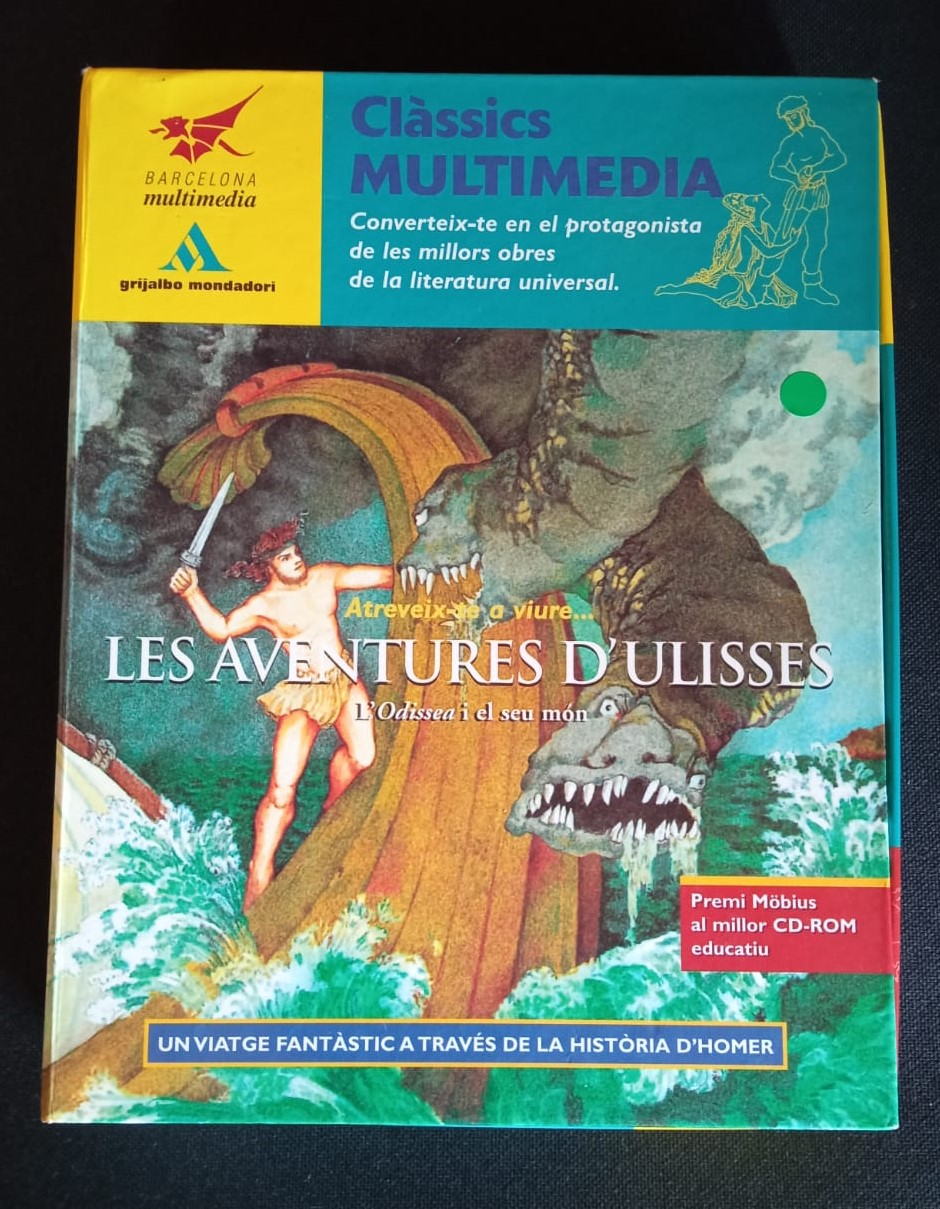
Caràtula de Les aventures d'Ulisses, publicat el 1996 per Barcelona Multimedia, guanyador del premi Möbius al millor CD-ROM educatiu.

El 1999, a causa de la demanda dels distribuïdors, Barcelona Multimedia va començar a importar productes multimèdia internacionals com Oncle Albert, una sèrie de jocs multimèdia francesos. També a principis de la dècada del 2000, Barcelona Multimedia va llançar diversos jocs divulgatius com: Gaudí o el joc de l'arquitecte, Dalí o el somni de la mosca, Físicus... i la física esdevé aventura o Bioscòpia… i la biologia esdevé aventura. Simultàniament, la companyia va continuar produint contingut per les seves col·leccions Otijocs i Clàssics. L'any 2000 l'empresa va facturar 100 milions de pessetes, havent venut més de 100.000 còpies dels seus productes, majoritàriament a Espanya, d'ençà de la seva fundació.
A finals de la dècada del 2000, i amb la irrupció d'Internet, Barcelona Multimedia va començar a produir aplicacions per a Apple Store o Android Market de contingut religiós. Un dels principals productes d'aleshores, la Bíblia per a nens, va ser publicada en diferents idiomes i el 2011 havia aconseguit més de 750.000 descàrregues internacionalment.